# Козлов Володимир Олександрович
Козлов Володимир Олександрович (нар. 4 червня 1966) — український веслувальник, майстер спорту України міжнародного класу. Бронзовий призер літніх Паралімпійських ігор 2012 року.
Займається академічним веслуванням у Дніпропетровському обласному центрі «Інваспорт».